# Hensjönäsets naturreservat
Hensjönäset är ett naturreservat i Södra Sandsjö socken i Tingsryds kommun i Småland (Kronobergs län).
Reservatet är skyddat sedan 1970 och är 108 hektar stort. Det är beläget sydost om Tingsryd på näset mellan Stora Hensjön och Lilla Hensjön. Landarealen är 32 hektar och till större delen bevuxen av bokskog.
På 1800-talet sänktes båda sjöarna varvid mark frilades. Förutom bok växer i området även ek, klibbal, björk och enstaka tallar.  